# Annona centrantha
Annona centrantha är en kirimojaväxtart som först beskrevs av Robert Elias Fries, och fick sitt nu gällande namn av H. Rainer. Annona centrantha ingår i släktet annonor, och familjen kirimojaväxter. Inga underarter finns listade i Catalogue of Life.